# Csatacirkáló
A csatacirkáló tulajdonképpen a csatahajóhoz hasonló méretű és fegyverzetű, de annál jóval gyorsabb, viszont gyengébben páncélozott, a nehéz hadihajók közé tartozó hadihajótípus. Megtervezésekor a csatahajók óriási  tűzerejét akarták ötvözni a cirkálók nagy sebességével. Az angol katonai terminológia a csatahajók különféle változataival (dreadnought csatahajó, pre-dreadnought csatahajó) a capital ship gyűjtőnév alá sorolja be. A csatacirkálók megjelenésükkor eredetileg a páncélos cirkálók szerepekörét vették volna át. Az első csatacirkáló a brit HMS Invincible volt, a típus legnagyobb méretű, legerősebb egysége a szintén brit HMS Hood. A tengeri nagyhatalmak közül Nagy-Britannia, Németország, Japán, Franciaország és az Amerikai Egyesült Államok épített csatacirkálókat, egy átadott német egység pedig Törökország flottájában szolgált. Az utolsó csatacirkálókat, az Alaska-osztály egységeit az Egyesült Államok Haditengerészete (US Navy) állította szolgálatba a II. világháború idején. A Szovjetunió 1951-1953 között elkezdte 3 db Sztálingrád-osztályú csatacirkáló építését, de végül Sztálin halála miatt törölték őket.

## A csatacirkálók fejlődésének a története

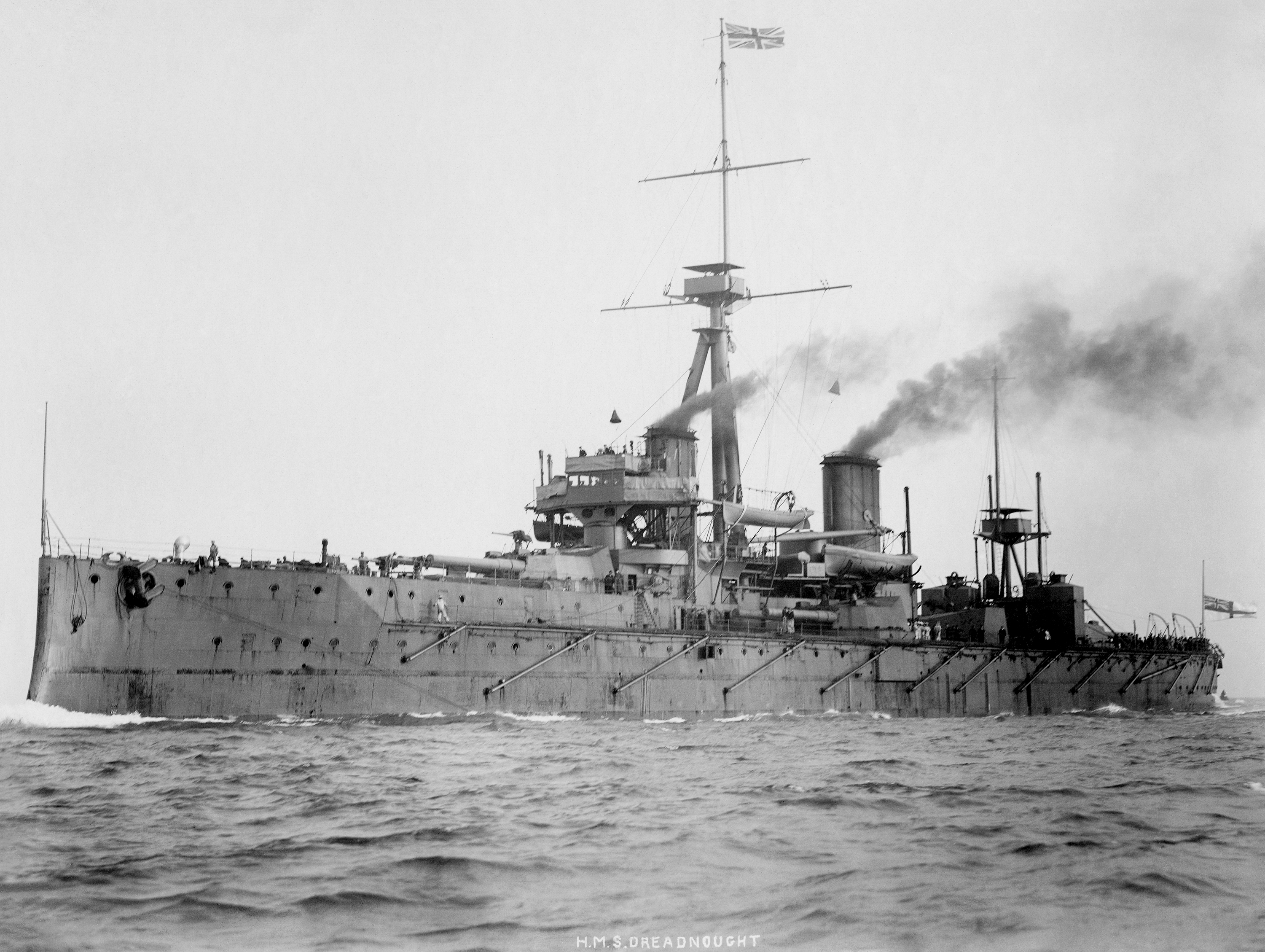
A HMS Dreadnought

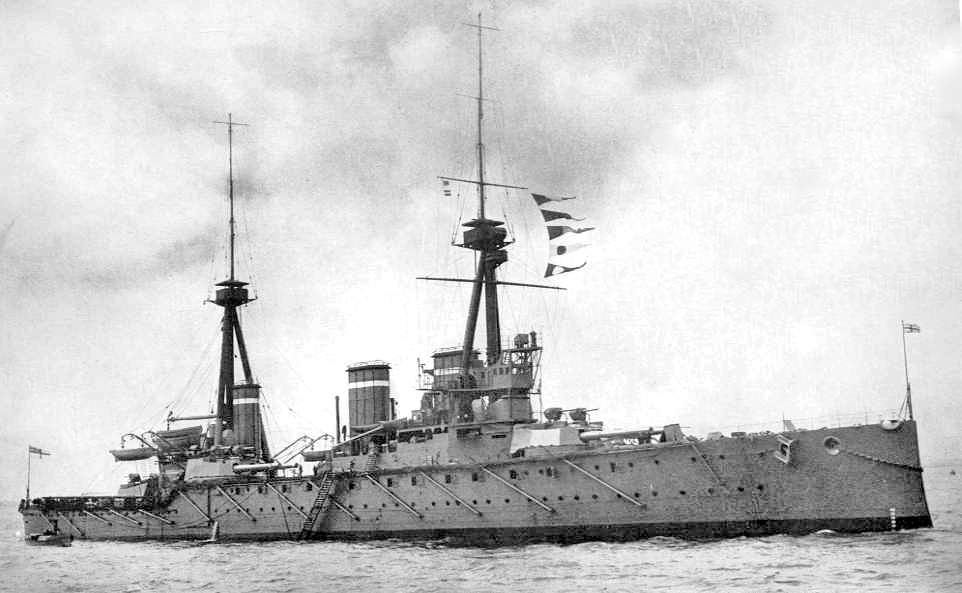
A HMS Invincible

Lord Fisher tervei alapján 1907-ben készül el a HMS Dreadnought, akkoriban a világ legerősebb hajója, amely forradalmasította a haditengerészetet, 10 db 305 mm-es lövege tűzerőben két és félszeresen felülmúlta az addigi legerősebb pre-dreadnought csatahajókat, amelyek maximum 4 db 305 mm-es löveggel rendelkeztek, így egy csapásra teljesen elavulttá váltak. Az HMS Dreadnought és 6 db féltestvére, a 3 db Bellerophon- és a 3 db St Vincent-osztályú csatahajó megépítésével a britek elsődleges célja az volt, hogy véglegesen eldöntsék a németekkel szembeni flottaépítési versenyt. Azonban a brit dreadnought-program ellentétes hatást ért el, Németország felvette a kesztyűt és a többi tengeri nagyhatlom is lelkes dreadnought csatahajóépítésbe kezdett. A britek további elképzelése volt, hogy minden egyes német építésű dreadnought csatahajóval szemben kettőt építenek. Ez majdnem sikerült is: a britek a háború előtt és alatt 34, míg a németek csak 19 dreadnought csatahajót építettek. A német fenyegetés, eleinte mégis nagy volt, mivel a brit hadihajók a világ minden táján szétszórva állomásoztak, míg ezzel szemben a német flotta kizárólag az Északi-tengeren összpontosult és egy koncentrált támadással veszélyt jelenthetett volna, ezért a brit Admiralitás saját csatahajóit rövidesen szintén a hazai vizeken koncentrálta.
1907-ben, a HMS Dreadnought elkészülte után Fisher a kedvenc elképzelésével, az HMS Invincible-val kezdett foglalkozni, neve legyőzhetetlent jelent. Ez egészen új koncepció volt: a hajók mérete meghaladta a kissé meghaladta az aktuális csatahajók méretét, fegyverzetük pedig csak kicsit volt könnyebb (8 x 305 mm), ám egy helyen hatalmas hátrányban voltak, a páncélzat terén. Megfelelő védettségük csak a páncélos cirkálók közepes kaliberű, 200-230 milliméteres lövegeinek gránátjai ellen volt. A tervezők úgy gondolták, hogy a hajó bármely cirkálót képes megsemmisíteni, ha pedig csatahajóval kerül szembe, akkor sebessége révén bármikor könnyen elmenekülhet. Ezzel az volt a baj, hogy ha egy parancsnok számára ilyen hajóegységek állnak rendelkezésre egy csatahajókkal vívott küzdelemben, akkor biztos, hogy beállítja őket a flottája tűzvonalába, így ott nem érvényesül sebességi fölényük. Az első körben 3 db Invincible osztályú csatacirkálót építettek. Ezek modern 20 000 tonnás egységek voltak 8 db 3005 mm-es ágyúval, 25 csomó tervezési és 25,3-26,5 csomó legnagyobb sebességgel, ám csak 152 mm-es páncélzattal.
Az Invincible osztályra a németek válasza a SMS Blücher nevű páncélos cirkáló volt. Ez ugyanolyan erős páncélzattal rendelkezett, fegyverzete pedig 6 db hexagonális elrendezésű kétcsövű toronyban elhelyezett 12 db 210 mm-es löveg. Gyengébb fegyverzete miatt nem nevezhető igazi csatacirkálónak, annak ellenére, hogy sebessége 25,8 csomó volt, így inkább a szokásosnál erősebb páncélos cirkáló volt. A britek ismerték a Blücher képességeit, és rendkívül lebecsülték azt, így nem nagyon tartottak a német csatacirkáló-programtól. 1911-ben V. György brit király megkoronázásának tiszteletére megrendezték a spiteheadi haditengerészeti szemlét. A teljes Királyi Haditengerészet felvonult és szinte minden ország tengerészete képviseltette magát egy hajóval és általában ide a legjobbat küldték. Németország részéről a Helgoland, vagy a Nassau osztály valamely hajóját várták, esetleg a Blüchert, így jókora meglepetést okozott a SMS Von der Tann Németország első igazi csatacirkálója, amikor megjelent az ünnepség előtt. A britek addig alig tudtak róla valamit, ám most sok minden kiderült. Az eredmények hidegzuhanyként érték a brit mérnököket: a német csatacirkáló nem tartozott a legszebb hajók közé, fegyverezte is csak 8 db 280 mm-es ágyúból állt, tehát kisebb kaliberű fegyverzettel rendelkezett, mint az Invincible, tervezési sebessége lassabb volt egy kicsivel (az elérhető legnagyobb sebessége a német hajónak volt nagyobb 79000 LE teljesítménynél 27,4 csomó), és jóval erősebb páncélzatot kapott, mint akármelyik későbbi brit csatacirkáló. Fishernél az elsődleges szempont a sebesség volt, a második a lehető legnagyobb kaliberű főfegyverzet, a harmadik pedig az extravagáns külső.
A németek megtartották az egyensúlyt a hajó páncélzata, fegyverzete és sebessége között, így hozva létre a világ akkoriban egyik legütőképesebb hajóinak számító német csatacirkálókat. Persze a létező legkorszerűbb brit dreadnought csatahajókkal ezek sem mérkőzhettek. Az angolok az Invincible terveiből indulva ki létrehozták az Indefatigable osztályt, amely nagyon hasonló volt az Invincible-hez, csak nagyobb volt és gyorsabb. Ezek körülbelül egy időben készültek a Von der Tann-nal. Hogy melyik volt a jobb, azt nem nehéz eldönteni: a Von der Tann a Jütlandi csatában 12 perc alatt elsüllyesztette az HMS Indefatigable-t, amely felrobbant és rekordgyorsasággal merült alá az Északi-tenger mélységeibe.

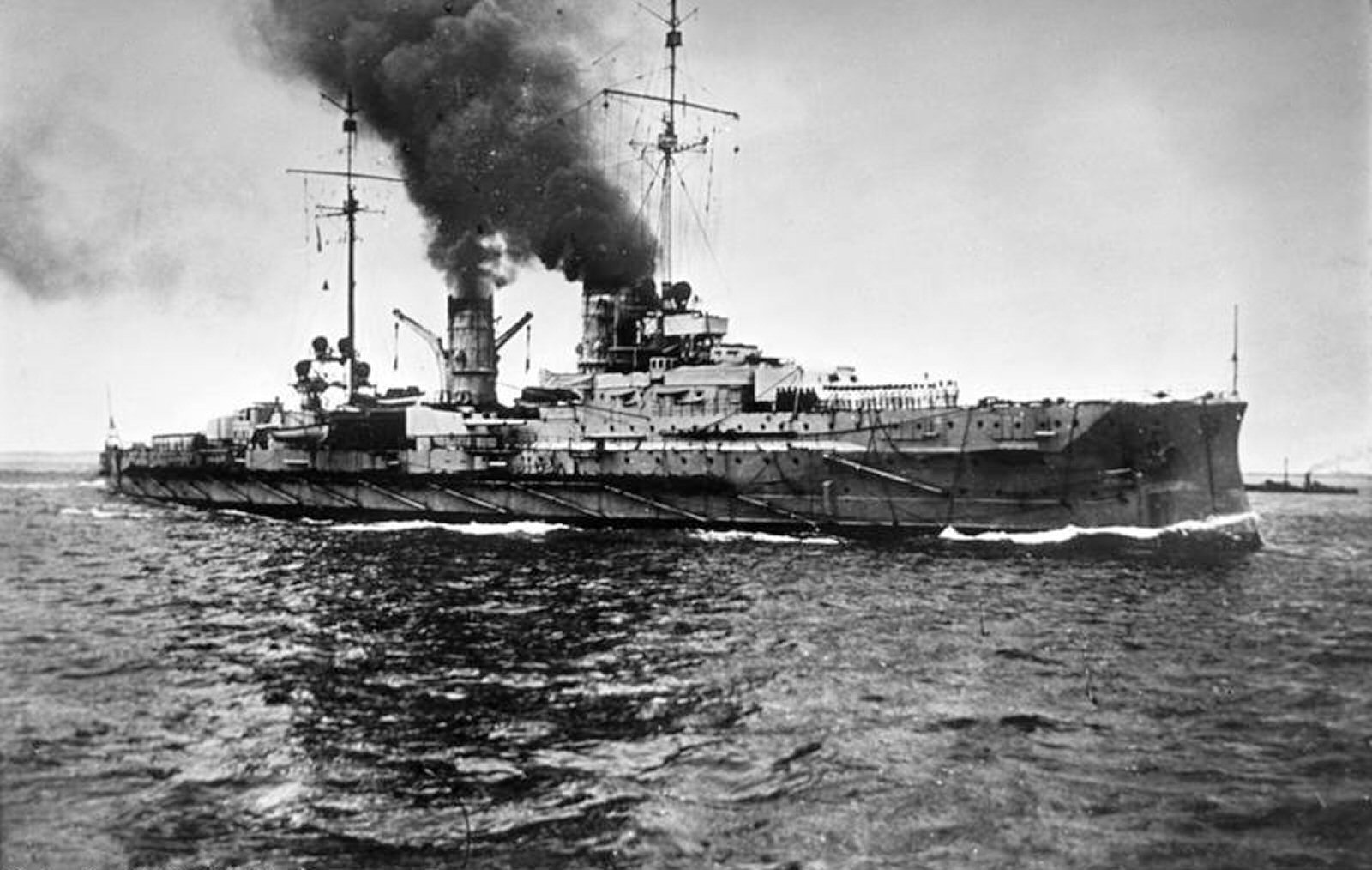
Az SMS Blücher
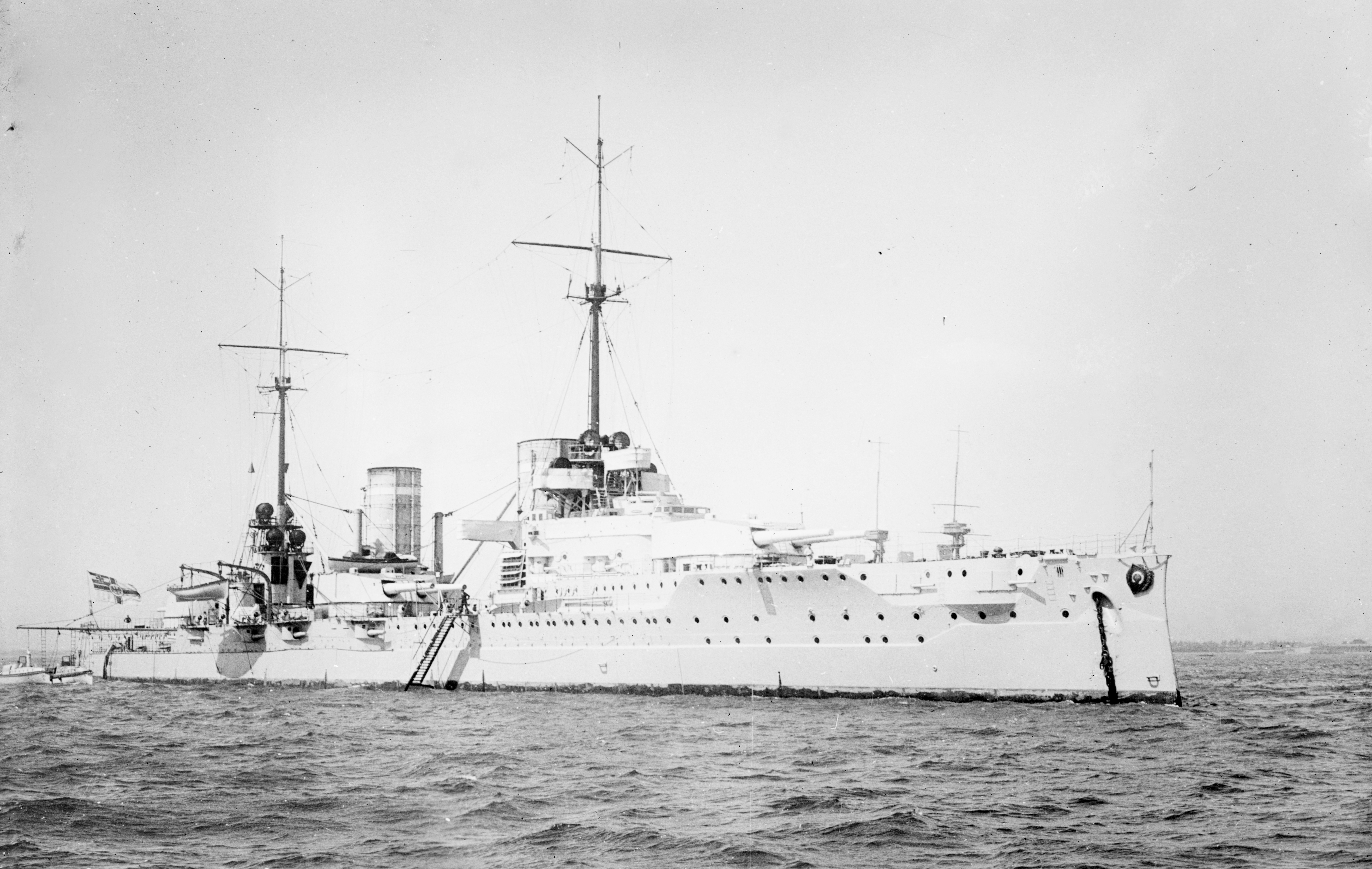
Az SMS Von der Tann
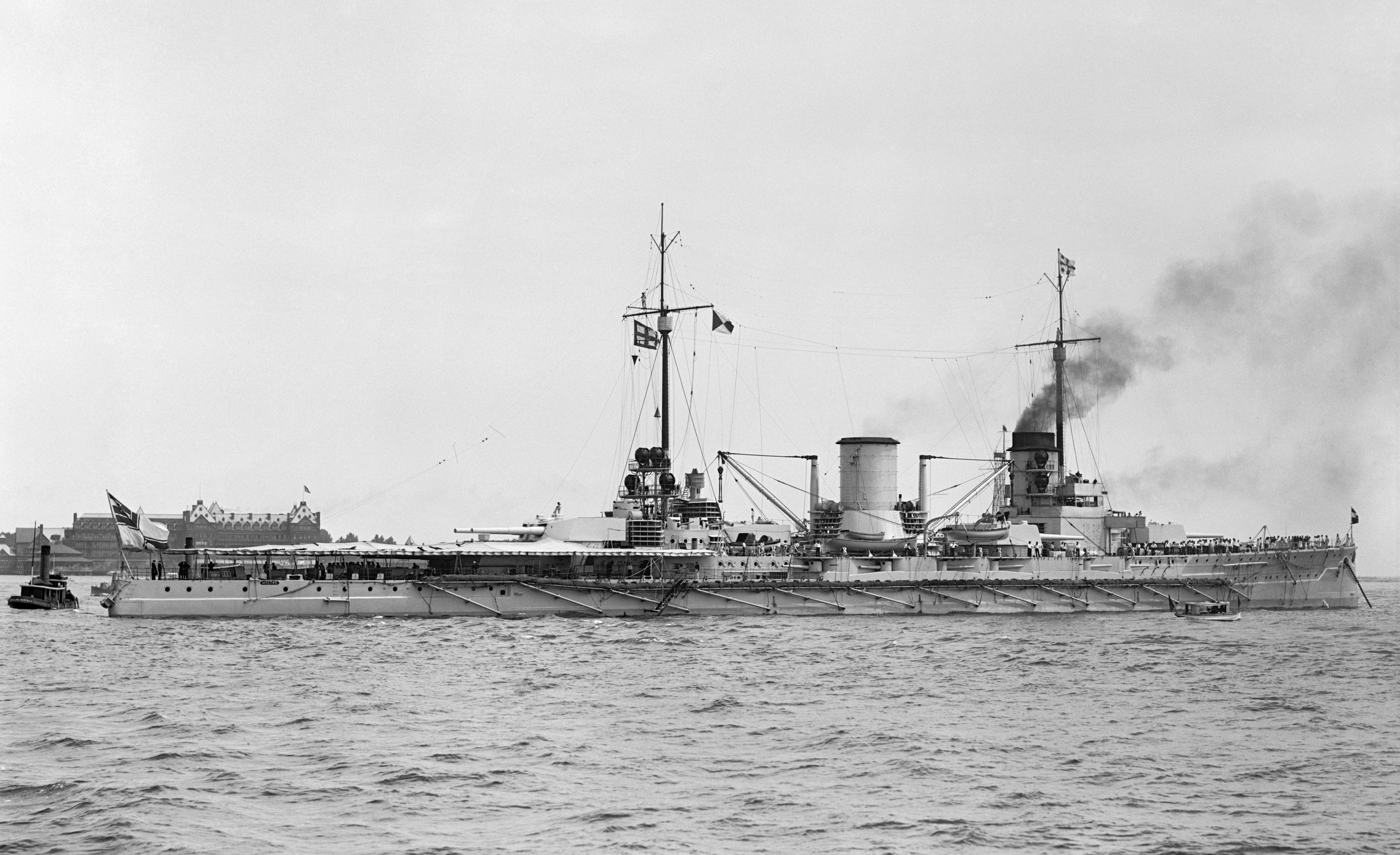
Az SMS Moltke
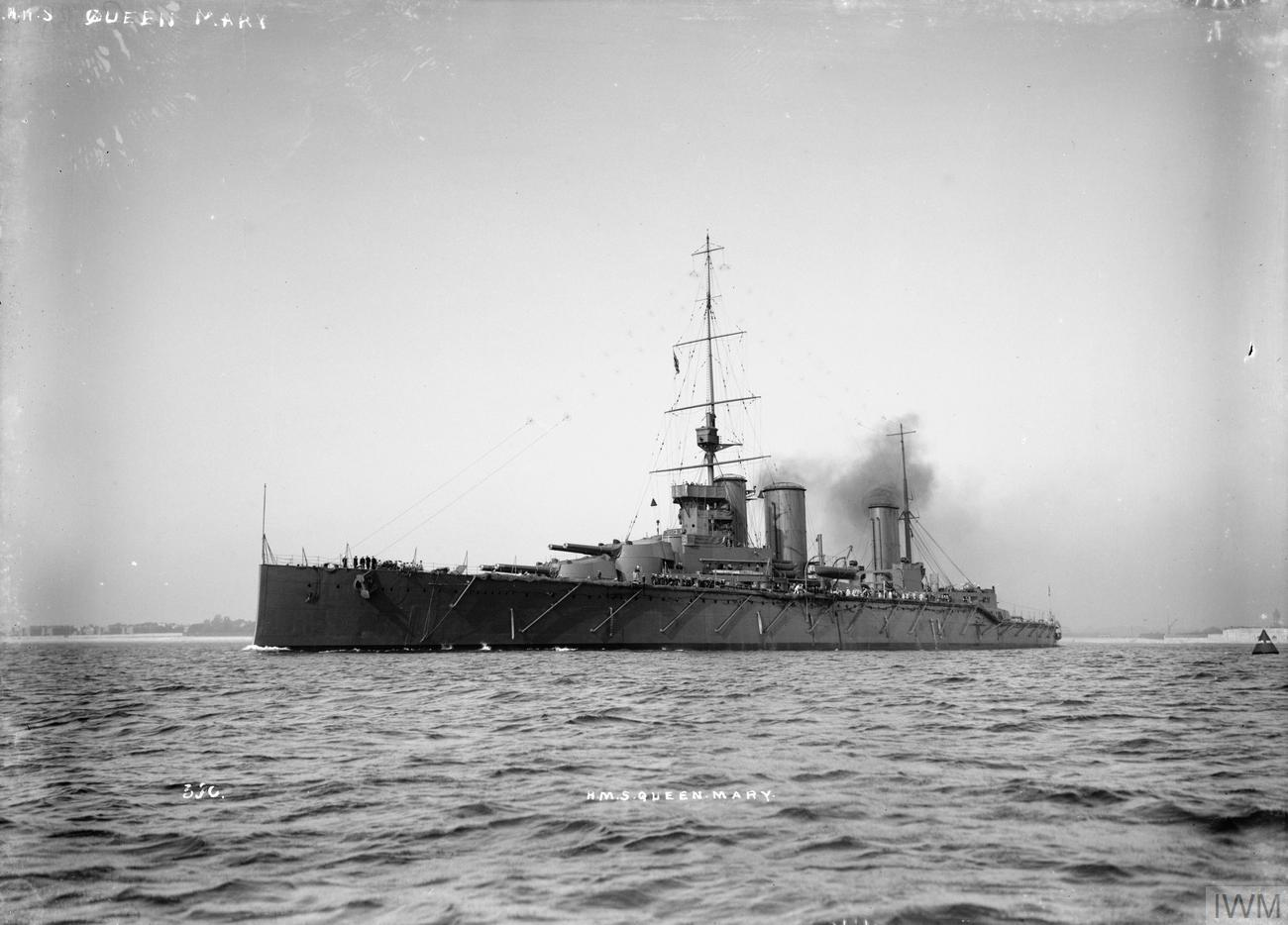
A HMS Queen Mary

A következő brit csatacirkáló-osztály a Lion volt: 27 000 tonnás 213,4 méter hosszú óriás 8 db 343 mm-es ágyúval felfegyverezve, 27 csomós sebességgel, és relatíve gyenge páncélzattal. Természetesen extravagáns külsővel rendelkezett. A HMS Lion volt Beatty tengernagy zászlóshajója; testvérhajója, a HMS Princess Royal szintén Beatty rajában szolgált. Ellenfelüknek a német Moltke-osztály tekinthető A Moltke osztály két hajója, a SMS Moltke és a SMS Goeben is 1911-ben készült el, mindkét egység 25 400 tonnás vízkiszorítással rendelkezett, fegyverzetüknél megtartották a 280 mm-es ágyúkat, ám hátul még egy plusz tornyot helyeztek el a másik felett a Von der Tann-hoz képest. Páncélzata már a csatahajók színvonalát közelítette meg (300 mm-hez képest 280 mm-es fő övpáncél), ám tervezési sebességük így is elérte a 25 csomót (maximum Goeben 28,0 ill. Moltke 28,4 csomó). Nagyon jól sikerült hajók voltak: a Goeben egészen az 1960-as évekig szolgálta a török haditengerészetet (1948-tól állóhajó, 1963-ban adták el bontásra), míg a Moltke az Északi-tenger ütközeteiben állt helyt sikerrel. Annyi torpedótalálatot kapott életében, amennyivel a fél Királyi Haditengerészetet a víz alá lehetett volna küldeni, ám mindet túlélte, csak hogy a végzet a Scapa Flow-i roncstemetőben utolérhesse.
A következő brit csatacirkáló a HMS Queen Mary volt. Lényeges eltérést a Lion osztály hajóival szemben nem tudott felmutatni, egyedül a vízkiszorítása és a sebessége volt egy kicsivel nagyobb. Páncéllemezei korántsem nyújtottak elegendő védelmet, ám Fisher nem hallgatott senkire: őt csak a sebesség érdekelte. Jütlandnál aztán bebizonyosodott a brit csatacirkálók hibás konstrukciója: pár perc alatt 3 angol csatacirkáló került a tengerfenékre, köztük a Queen Mary is, amely a Derfflinger és a SMS Seydlitz német csatacirkálók tüzében kapott végzetes találatot. A robbanás darabokra szaggatta a büszke hadihajót. A Queen Maryt potenciális ellenfele süllyesztette el: a Seydlitz német csatacirkáló a Moltke osztály utódja volt, megtartva annak fegyverzetét, ám hosszabb, keskenyebb keresztmetszetű hajótesttel rendelkezett. Tervezési sebessége immár elérte a 26,5 (max 29,1) csomót, páncélzata pedig megegyezett a korabeli brit csatahajókéval. Harcolt minden jelentőbb tengeri összecsapásban az első világháború során. 1915 januárjában a doggerbanki ütközetben súlyos sérülések érték, hátsó lőszerraktáraiban majdnem robbanás történt, ennek eredményeképpen a németek fokozták a szúrólánggal szembeni védelmet az összes hajójukon. Jütlandnál ismét súlyosan megsérült, de még így, 5300 tonna vízzel a hajótestében is képes volt elérni a hazai kikötőt, igaz hogy hátramenetben a sérült orr-rész kímélése végett és két szivattyú segédhajó támogatásával. A hajó csak úgy tudott javításra a kikötőbe állni, hogy fő tüzérségét a torony fölső vízszintes páncélzatával együtt kiépítették, de azért visszaért.
A következő brit csatacirkáló a HMS Tiger volt, amelynek a sebessége már elérte a 30 csomót, fegyverzetéül megtartotta a 8 db 343 mm-es löveget, páncélvédettségét is feljavították, ám az még így sem érte el a Von der Tann szintjét. Egymás után elhelyezett három egyforma kéményével pompás hajó volt, sokak szerint minden idők egyik legszebb hadihajója, de sebezhető. Ennek ellenére túlélte a doggerbanki és a jütlandi csatát is. 1931-ben selejtezték le, 1932-ben lebontották.
A Dogger Bank-i ütközetben olyan súlyosan megsérült, hogy a német propaganda az elsüllyedését híresztelte. Míg a Királyi Haditengerészet a csatacirkáló kitalálója hibás utakon járt, a németek kiváló hajókat építettek. Nem volt ez másképp 1914-ben sem: nem sokkal a háború kitörése után új hajót állított szolgálatba a német Nyílttengeri Flotta: a SMS Derfflingert. Olyan jól sikerült hajó volt, hogy az egész első világháború legjobb csatacirkálójának kiáltották ki, ami pontosan fedte az igazságot. Valóban kitűnő konstrukcióval rendelkezett, nehéz volt elsüllyeszteni, súlyos sérülés esetén is harcképes maradt, elrendezése pedig már a második világháborús hajókat idézi, emellett megjelenése is felülmúlta bármely angol hajóét. A háború teljes egészében a felderítő század igáslovaként szolgált meglehetős sikerrel: testvérhajójával, a Lützowval együtt a Queen Mary és az Invincible brit csatacirkálókat küldték hullámsírba, és Beatty flottájában szinte nem szolgált olyan hajó, amely nem könyvelhetett el néhány találatot a Derfflinger osztály hajóitól. Hosszuk 210 m, szélességük 29 m volt, a hajók középvonalán elhelyezett 4 db kétcsövű toronyban elhelyezett 8 db 305 mm-es ágyút hordoztak, a hajótest oldalain kialakított kazamatákban pedig további 14 db 150 mm-es ágyút helyeztek el a mérnökök. A hajók páncélzata elegendő védelmet nyújtott akár a brit csatahajók elleni harcra is. Mindezek ellenére az egységek képesek voltak 25,8-26,6 csomós sebességre.
A Derfflinger harcolt a Dogger Bank-i ütközetben, ahol súlyosan megrongálta a Lion brit csatacirkálót. A jütlandi csatában már a Lützow is szerepelt, mint a felderítő század zászlós (parancsnoki) hajója, Hipper tengernagy irányítása alatt. A csatában rengeteg találat érte, többek között 4 db 380 mm-es gránát, hajótestébe betört a víz, percek alatt 7500 tonna víz árasztotta el alsó részeit, mégis hazai vizekre tudott evickélni.
Mindez hiábavaló volt: a Lützow olyan mélyre merült, hogy a kikötő bejáratában megfeneklett, így egy német torpedónaszádnak kellett elsüllyesztenie. Az osztály harmadik hajója, a Hindenburg túl későn készült el ahhoz, hogy harccselekményben részt vehessen. A csatacirkálók fejlesztése a háború alatt sem fejeződött be: mind a német, mind az angol oldalon készültek új tervek, melyek közül ugyan csak 2 angol hajó készült el a háború végéig. Ez a két egység a HMS Renown és a HMS Repulse volt. 30 000 tonnás egységek immár 6 db 381 mm-es ágyúval felfegyverezve, 32 csomós sebességgel, ám csak 152 mm-es páncélzattal. (A háború utáni újjáépítések során ez az érték növekedett, de a páncélzatuk így sem volt elegendő).
Velük egy időben kezdtek hozzá a németek a Mackensen osztály hajóihoz. Az osztályt eredetileg héttagúra tervezték, de csak négyhez kezdtek hozzá. A maradék hármat módosított tervek alapján készítették volna. Egyetlen egység sem készült el a háború végéig. A Mackensent és a Graf Spee-t vízre bocsátották, de egyiket sem fejezték be. Vízkiszorításuk 35 000 tonna, hosszuk 223 m, fegyverzetük 8 db 350 mm-es ágyú, páncélzatuk az oldalaikon elérte a 300 mm-t, mindemellett 28 csomós sebességre voltak képesek. A konstrukció hibája a gyenge fedélzeti páncélzat ( 30 – 80 mm ), amely nem sok védelmet nyújtott volna a 343, 356 és 381 mm-es brit nehézlövegek nagyobb távolságból meredeken becsapódó gránátjai ellen. A Királyi Haditengerészetet sokkolták technikai adataik: ezek ellen a hajók ellen nem tudtak megfelelő csatacirkálókat szembeállítani, ugyanis fegyverzetükkel szemben Queen Elizabeth, vagy Revenge osztályú csatahajóra lett volna szükség, azonban azoknak esélye sem lett volna megközelíteni 23-25 csomós sebességükkel a 28 csomóval haladó német hajót, a gyengébben páncélozott brit csatacirkálók pedig egyszerűen nem ugyanabba a súlycsoportba tartoztak: a Mackensen osztály hajói egyszerűen megsemmisítették volna őket.
A briteknek szükségük volt egy válasz-osztályra. Így született meg az Admiral osztály 4 egységének a terve, amelyek közül csak egy készült el, a HMS Hood, amely 42 000 tonnás vízkiszorítással bírt, sebessége elérte a 32 csomót, fegyverzete pedig 8 db 381 mm-es ágyúból állt. Páncélzata kb. a Seydlitz német csatacirkáló védettségi színvonala körül volt. Teljesítményét nagyon jól mutatja az, hogy 1941. május 25-én a Bismarck 5 sortűzzel robbantotta darabokra. Egy párharcban a Mackensen és a Hood között valószínűleg előbbi került volna ki győztesen. Mindezek mellett még meg kell említeni, hogy a németek továbbfejlesztették a Mackensent, így hozva létre a Yorckot és testvérhajóit. Mindegyikük építése elkezdődött, ám még a vízrebocsátásuk nem történt meg. Hasonlóak voltak a Mackensenhez, ám fegyverzetüket immár 8 db 380 mm-es ágyú alkotta volna, igaz ettől sebessége csökkent, ám még mindig elérte a 27 csomót. A Hood és a Yorck voltak az első világháború utolsó csatacirkálói, ám még a második világháborúban is épültek (USS Alaska osztály) sőt a még most is hadrendben lévő orosz Kirov osztályú hajókat is csatacirkáló-hajóosztályba sorolják.

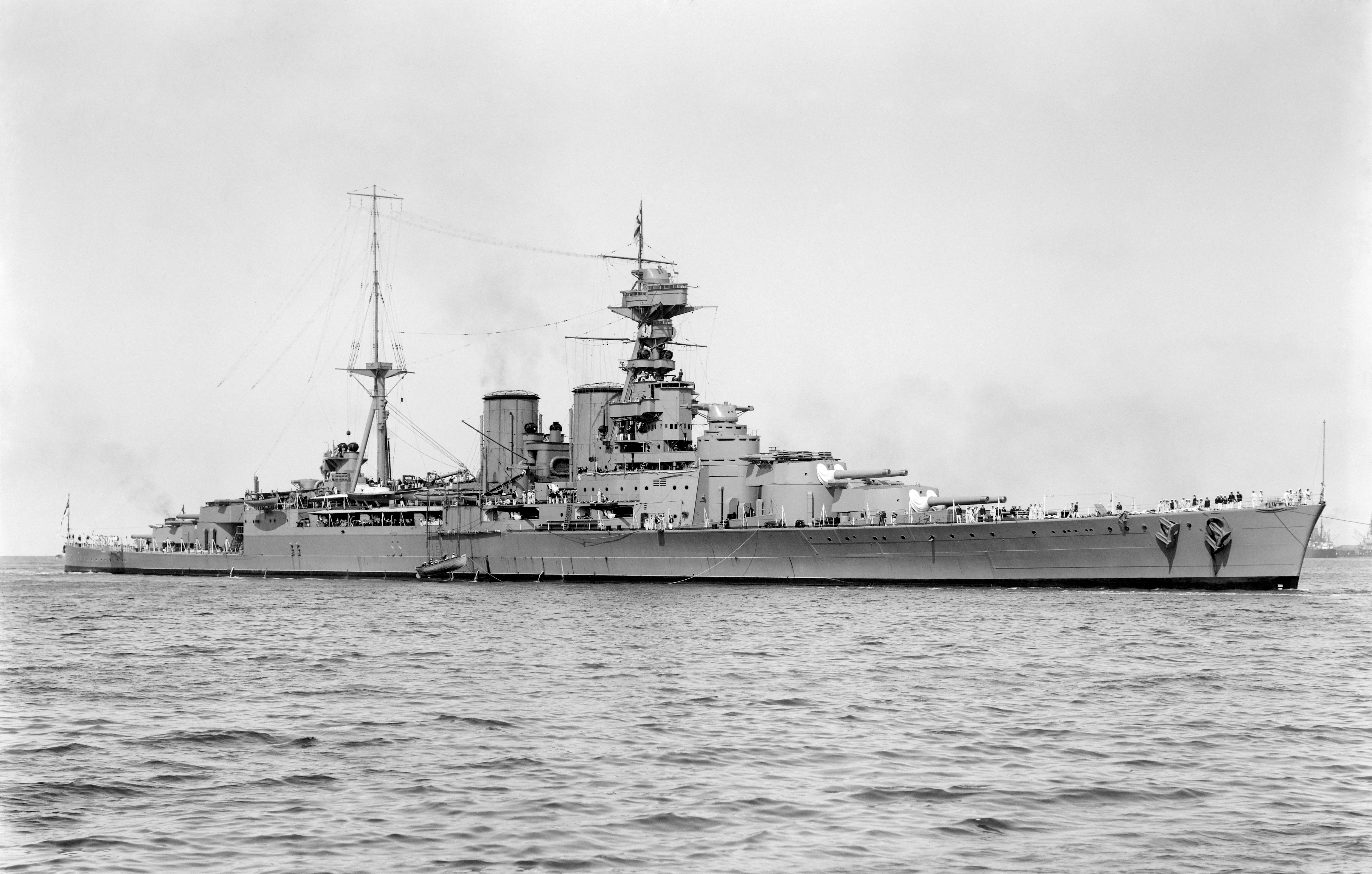
A valaha épült leghatalmasabb csatacirkáló, a brit flotta büszkesége, a 42 670 tonnás HMS Hood 1924. március 17-én. A Hood volt 1920 és 1941 között a világ legnagyobb hadihajója.

1918 után a britek egy-egy, az első világháború harci tapasztalatait messzemenően figyelembe vevő új csatahajó és csatacirkáló osztály tervezésébe kezdtek. Elsődleges szempontnak számított, hogy az új egységek harcértékben, túlélőképességben messze fölülmúlják az épülő amerikai és japán riválisaikat. A G3 osztályú brit csatacirkálók csupán nevükben azok, valójában félelmetes, rendkívül erős vértezetű gyors csatahajóknak tekinthetőek. Páncélzatuk egyértelműen jobb volt minden akkor létező és épülő csatahajóénál. Csatacirkálóknak csupán nagy sebességük okán, s a velük párhuzamosan építeni tervezett, még náluk is nagyobb méretű, erősebb fegyverzetű és páncélzatú, N3 típusú szuper csatahajókhoz képest tekinthetőek. Már külső megjelenésükben is radikálisan modern kinézetűek voltak kortársaikhoz képest. Technikai adataik: vízkiszorítás: 48 400 t (sztenderd), 53 909 t (maximális), hossz: 260.9 m, szélesség: 32.3 m, merülés: 10.2 m, sebesség: 32 csomó. Páncélzat: övpáncél: 356–305 mm, keresztválaszfalak: 305–254 mm, fő lövegtornyok homlokpáncélja: 435 mm, fedélzet: 203–102 mm, parancsnoki harcálláspont: 305 mm. Fegyverzet: 9 db (3 x 3) 406 mm L/45 BL Mk I ágyú, 8 x 2 db 152 mm L/50 BL Mk XXII ágyú, 6 x 1 db 120 mm L/40 QF Mk VIII ágyú, 4 x 8 db 40 mm L/39 2pdr QF Mk VIII légvédelmi gépágyú, 2 db 622 mm torpedóvetőcső,  2 katapult, 2 repülőgép. 1921. augusztus 12-én a brit Admiralitás négy G3 típusú csatacirkáló építését rendelte meg a hajógyáraktól (Beardmore, Dalmuir; John Brown, Clydebank; Fairfield, Govan; Swan Hunter, Wallsend). Azonban 1922 februárjában a megkötött washingtoni flottaegyezmény korlátozásai következtében az osztály építését törölték. A tervek alapos átdolgozásával, a hajó méretének és sebességének jelentős csökkentésével a G3 koncepció szolgált a két új  Nelson-osztályú csatahajó, az HMS Nelson és az HMS Rodney alapjául.
A második világháború előtt a harmincas években több csatacirkáló terv is született. Ez a hajótípus alkalmasnak mutatkozott a tengeri kereskedelmi vonalak megvédésére, így sok kisebb, tengeren érdekelt nemzet is tervezett csatacirkálókat, többek között Hollandia. A legtöbb tervből azonban semmi sem lett a különböző haditengerészeti szerződések, korlátozások, valamint a hadikiadások csökkentése miatt.
A csatacirkálók közé lehetne sorolni akár a német Deutschland osztályt is, hiszen csatahajó-fegyverzetet hordozott, páncélja a cirkálók gránátjai ellen nyújtott védelmet, sebessége révén pedig bármely nagyobb hajó elől elmenekülhetett. Ez alapján megállapítható, hogy illik rájuk a csatacirkálók definíciója, ám mégis inkább egy másik kategóriába kell sorolni, a zsebcsatahajókéba. A francia Dunkerque osztály két egysége, a Dunkerque és a Strasbourg is a nehezen besorolható hajók közé tartoznak: páncélzatuk és sebességük csatacirkáló szintű, viszont a mérnökök a lehető legnagyobb tűzerőt tervezték a hajóhoz, a végeredmény pedig egy hibrid csatahajó-cirkáló lett. Az egész projekt a német zsebcsatahajókra adandó válaszként kezdődött, majd a Nelson osztály terveinek alapjait felhasználva 1937- 38-ban készült el. A hajók nagy veszélyt jelentettek a Deutschlandra, az Admiral Scheerre és az Admiral Graf Speere sebességük és tűzerejük révén. A háború elején pontosan a Graf Spee elleni hajszában vettek részt, de Franciaország korai kapitulációja miatt nem mutathatták meg képességeiket német hadihajókkal szemben.
A Dunkerque-t Oránban az angolok rongálták meg, majd saját legénysége süllyesztette 1942. november 27-én Toulonban a Strasbourggal együtt. Ugyan utóbbit később az olasz haditengerészet kijavította, ám egy szövetséges légitámadás 1944-ben újból elsüllyesztette. A Dunkerque osztály mellett sokan még Scharnhorst-ot és a Gneisenau-t említi mint a korszak csatacirkálóit, ám a korabeli német dokumentumokból kitűnik, hogy azok típusa egyértelműen csatahajó. Születtek tervek japán csatacirkálókra is, a háború vége felé egyedül az amerikai Alaska osztály csatacirkálói épültek meg. A hivatalos amerikai dokumentumokban ezeket nem csatacirkálóként, hanem large cruiserként (nagy cirkáló), vagy enlarged Baltimore-ként (megnagyobbított Baltimore-típus) emlegették.
Több nemzet is alkalmazott még különböző neveket új csatacirkálói számára, például a japánok super cruiserként kezdték tervezni új portyázóikat. Az Alaska és a Guam valóban csatacirkáló volt: 33 csomós végsebességre voltak képesek, fegyverzetük 9 db 305 mm-es lövegből állt, páncélzatuk pedig a nehézcirkálók 203 mm-es lövedékei ellen nyújtott védelmet. Az angol csatacirkálókkal szemben az amerikai konstruktőröknek ugyan sikerült megtartaniuk az egyensúlyt a három fő faktor, a sebesség, a fegyverzet és a páncélzat között, azonban ennek ellenére le kell szögeznünk, hogy az Alaska osztály valós harcértéke gyengébb páncélzata, a torpedóvédelem teljes hiánya és relatíve könnyű főfegyverzete miatt a második világháborúban részt vevő három brit csatacirkálóét egyértelműen alulmúlta,  ahogy a német Scharnhorst és a francia Dunkerque osztályokét is. Siker reményében csak négy öreg, és gyenge vértezetű Kongo típusú japán csatacirkálóval mérkőzhettek volna meg. Feladatuk azonban nem is az ellenséges csatacirkálók leküzdése, hanem elsősorban a nagyszámú, összesen 18 darab japán nehézcirkáló megsemmisítése lett volna, azaz cirkálógyilkos (cruiser-killer) feladatok ellátása. Jól sikerült hajók voltak, amelyek még a háború után is sokáig szolgálatban maradtak volna, azonban potenciális ellenfelek nélkül feleslegesnek mutatkoztak az Amerikai Haditengerészet számára, ezért az 1960-as évek elején lebontották őket. Ellensúlyozásukra tervezte a Szovjetunió a Sztálingrád osztály 1951-1952-ben építeni kezdett, de már 1953-ban törölt három csatacirkálóját. A Sztálingrád osztályú szovjet csatacirkálók nagy méretű, de gyenge páncélzatú és fegyverzetű hadihajók lettek volna, a német zsebcsatahajókhoz hasonló feladatok ellátására. Vízkiszorításuk: 36 500 t sztenderd, 43 000 t maximális, hossz: 250.5 m, szélesség: 31.6 m, sebesség: 34 csomó. Páncélzat: övpáncél: 180 mm, fedélzet: 145 mm, fő lövegtornyok homlokpáncélja: 240 mm, parancsnoki harcálláspont: 260 mm. Fegyverzet: 3 x 3 db  305 mm L/62 SM-31 ágyú, 6 x 2 db 130 mm L/60 BL-109A ágyú.

## Csatacirkáló-osztályok

### Egyesült Királyság
- Invincible osztály (Invincible, Inflexible, Indomitable)
- Indefatigable osztály (New Zealand, Australia, Indefatigable)
- Lion osztály (Lion, Princess Royal)
- HMS Queen Mary
- HMS Tiger
- Renown osztály (Renown, Repulse)
- HMS Hood
- Admiral osztály (Howe, Anson, Rodney)
- G3 osztály (négy névtelen egység, megrendelve 1921-ben, építésük törölve 1922-ben), csak hivatalosan minősítették őket csatacirkálóvá, valójában rendkívül erősen páncélozott gyors csatahajók voltak.[4]

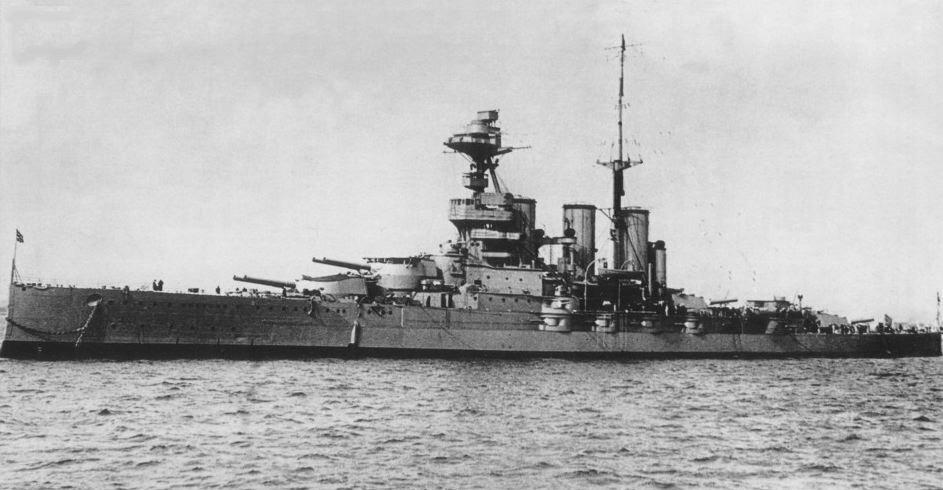
Az HMS Tiger brit csatacirkáló az 1918-at követő években.
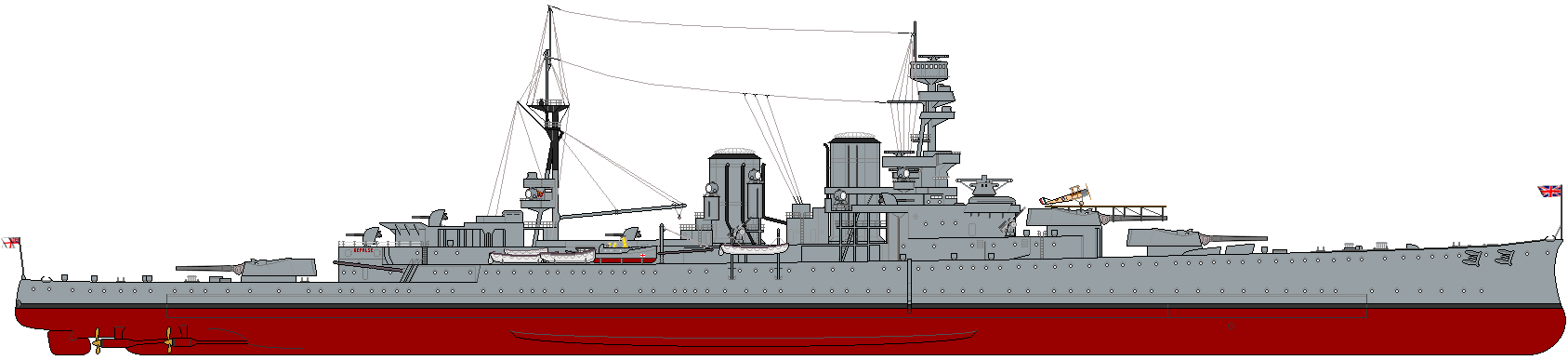
Az HMS Repulse brit csatacirkáló 1919-ben. Testvérhajójához, az HMS Renown-hoz képest szerényebb mértékű korszerűsítéseken esett át.
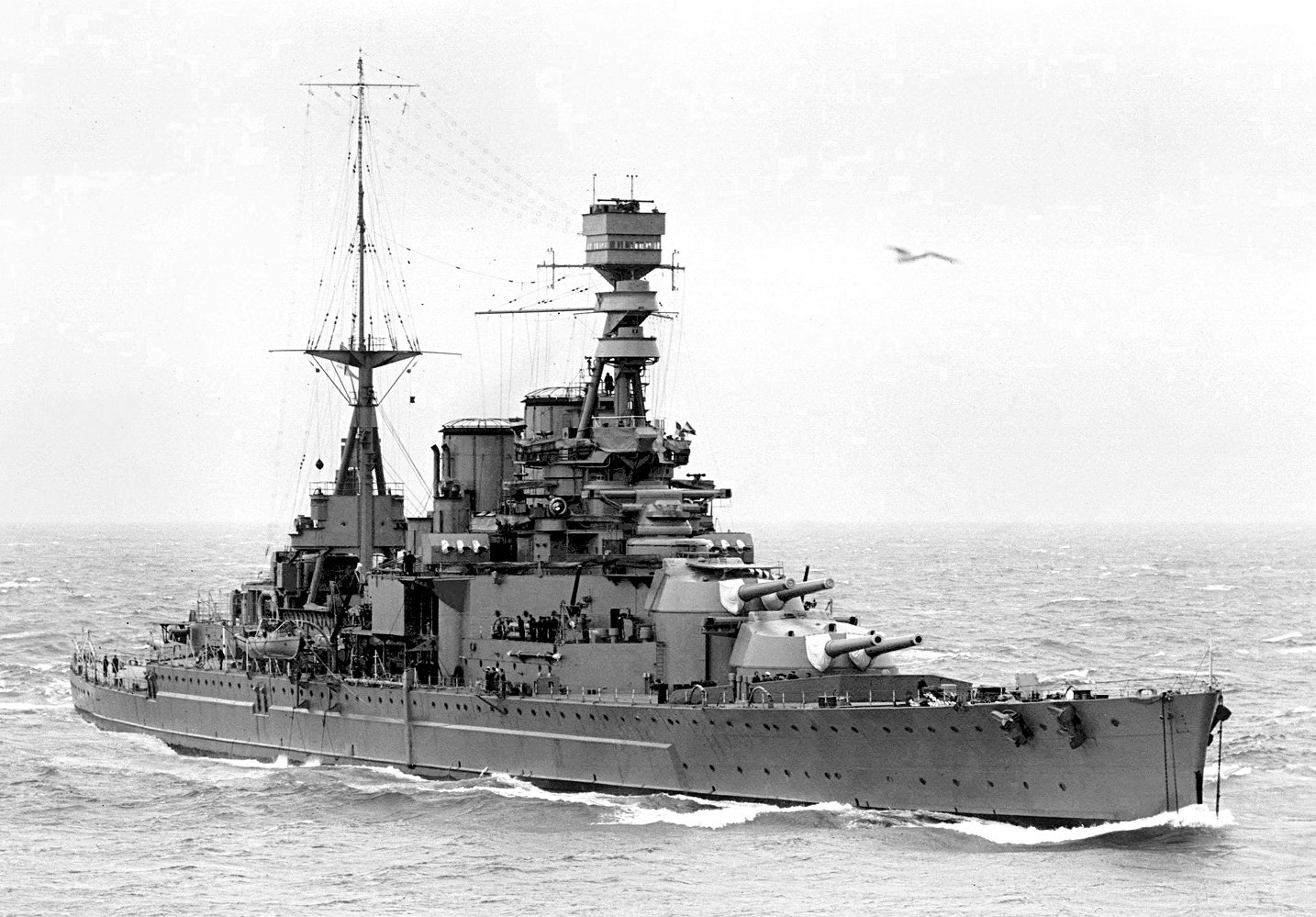
Az HMS Repulse brit csatacirkáló 1926-ban.
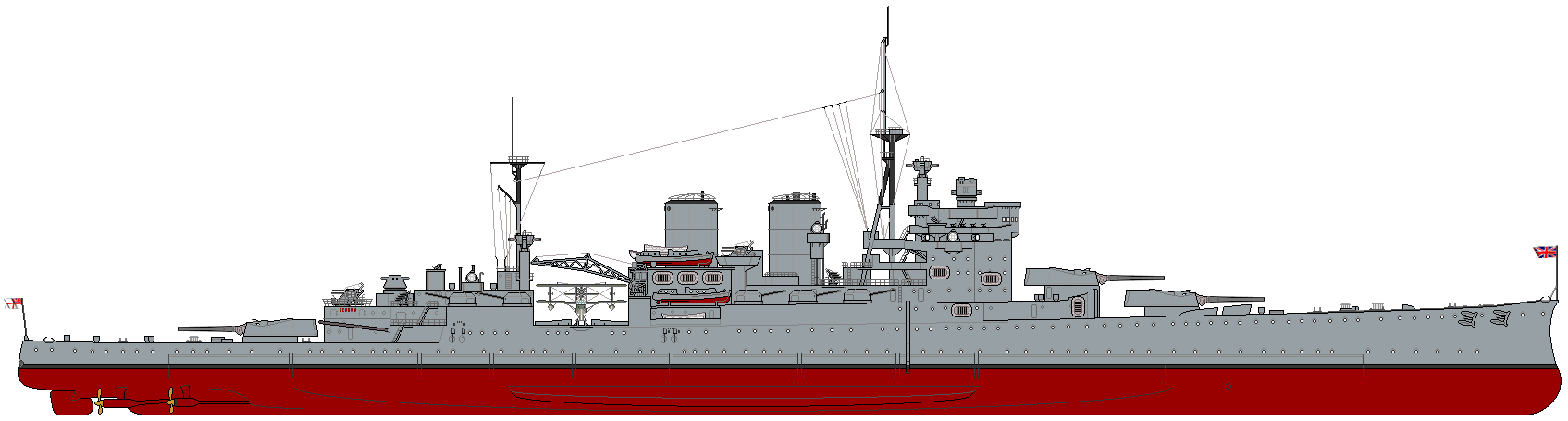
A 32 000 tonnás HMS Renown brit csatacirkáló 1939-ben, átépítése és modernizációja után.
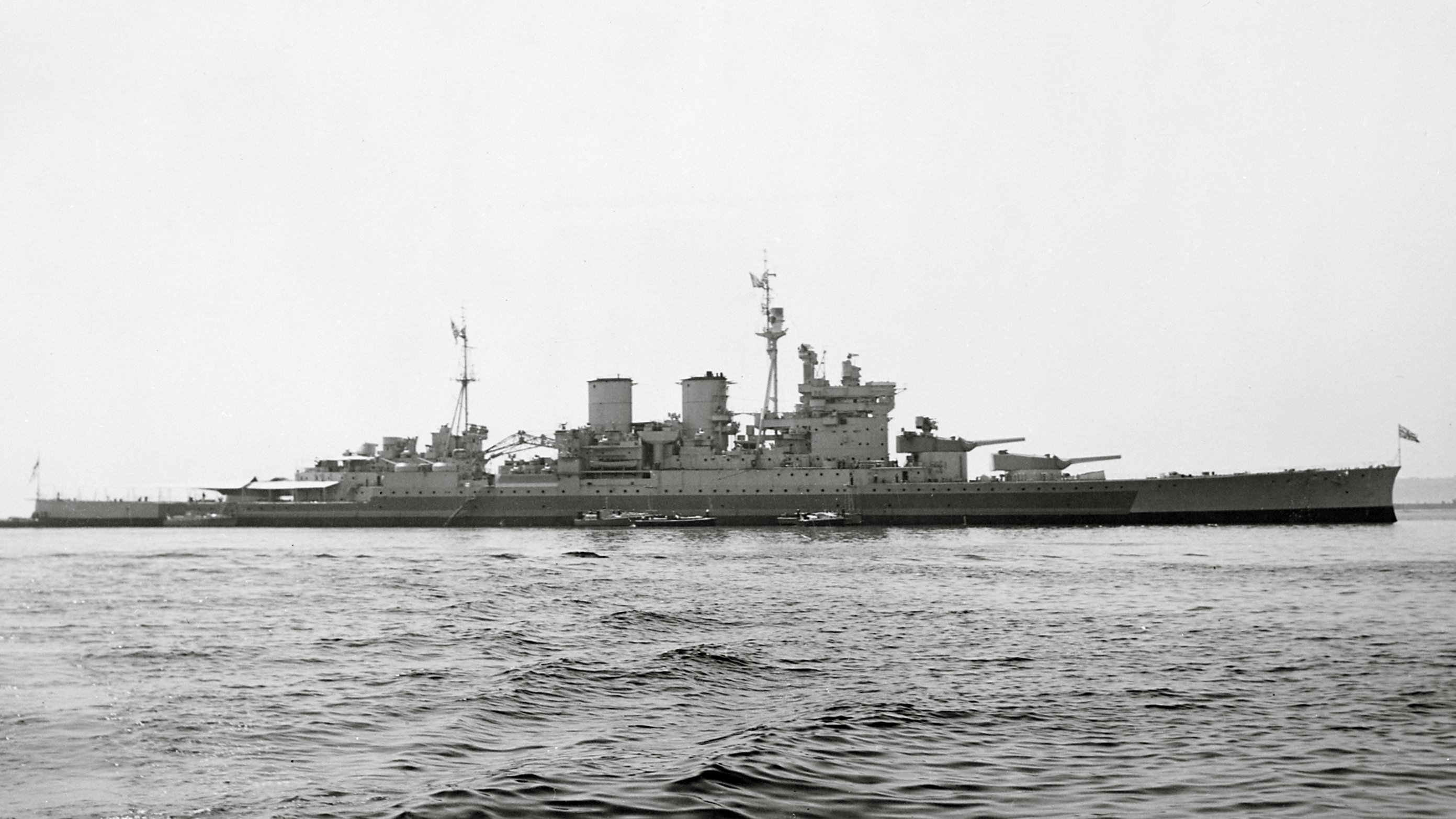
A 32 000 tonnás HMS Renown brit csatacirkáló 1945-ben. Az egységet 1936-1939 között teljesen újjáépítették és modernizálták.
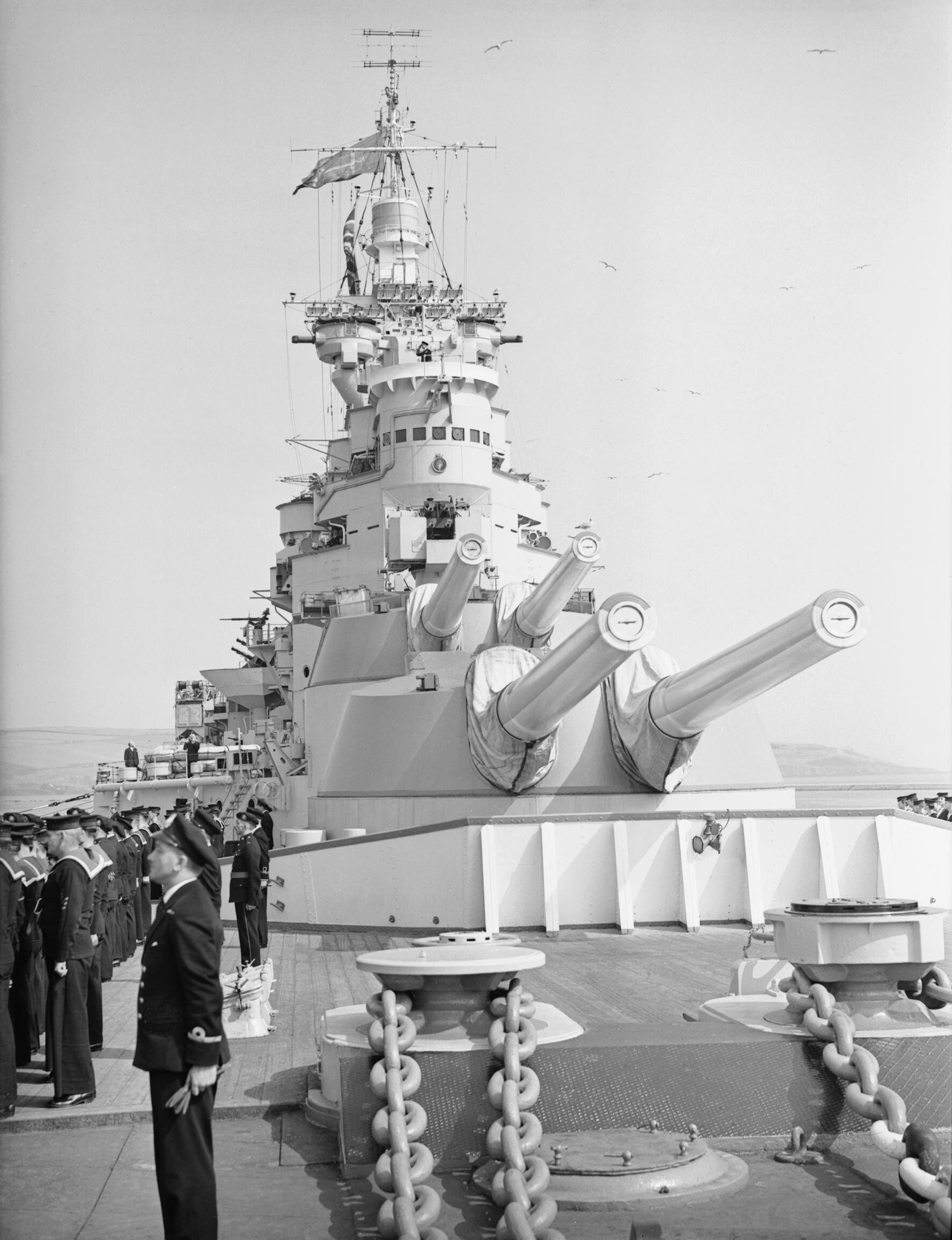
Az HMS Renown brit csatacirkáló első lövegtornyai és felépítményei. Ezek a 381 mm L/42 ágyúk voltak a legerősebb lövegek, amelyeket csatacirkálókon alkalmaztak.
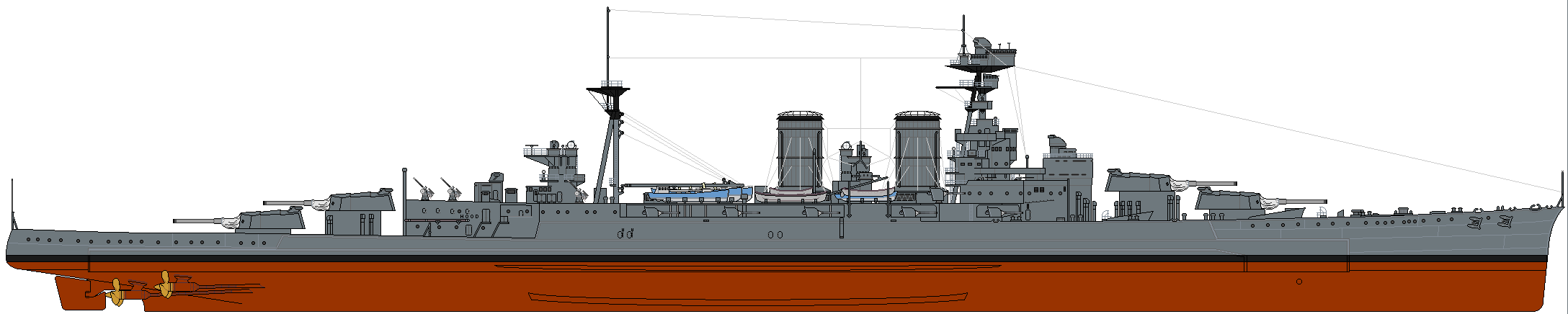
Az HMS Hood brit csatacirkáló 1921-ben.

### Németország
- SMS Von der Tann
- Moltke-osztály (Moltke, Goeben)
- SMS Seydlitz
- Derfflinger-osztály (Derfflinger, Lützow, Hindenburg)
- Mackensen osztály (Mackensen, Graf Spee, Prinz Eitel Friedrich, Fürst Bismarck)
- Yorck osztály (Yorck, Ersatz Scharnhorst, Ersatz Gneisenau)
- D osztály: két névtelen egység, a "D" és az "E". A "D", vagy Ersatz Hessen német csatacirkáló. A  két 20 000 tonnás, 6 x 280 mm fő fegyverzetű csatacirkáló közül, egyedül a "D" építése kezdődött el 1934. február 14-én, de már július 5-én törölték a programot, mert úgy vélték, Németországnak erősebb, a Dunkerque-et legyőzni képes hajókra van szüksége. A második, az "E" jelű csatacirkáló építésébe már bele sem kezdtek.
- Scharnhorst osztály (Scharnhorst, Gneisenau)
- O osztály: három névtelen egység, az "O", "P" és a "Q". A tervezett három egység, az "O", a "P" és a "Q" jelű közül csak a harmadik építését rendelték meg 1939. augusztus 8-án, a programot azonban a második világháború kitörése miatt már 1939 szeptemberében törölték. Technikai adatok: vízkiszorítás 30 500 t sztenderd, 35 720 t maximális, hossz: 256 m, szélesség: 30 m, sebesség: 33,4 csomó, fő fegyverzet:

3 x 2 db 380 mm L/48 SK C/34 ágyú.

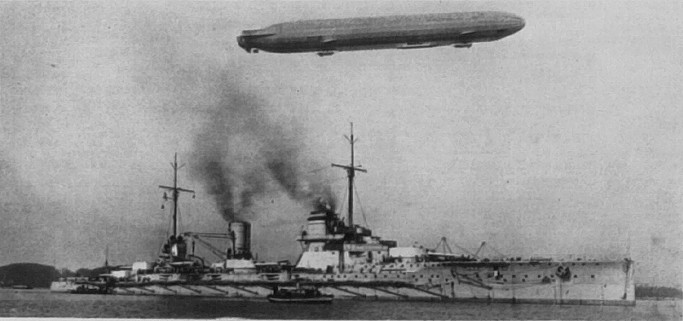
Az SMS Seydlitz német csatacirkáló.
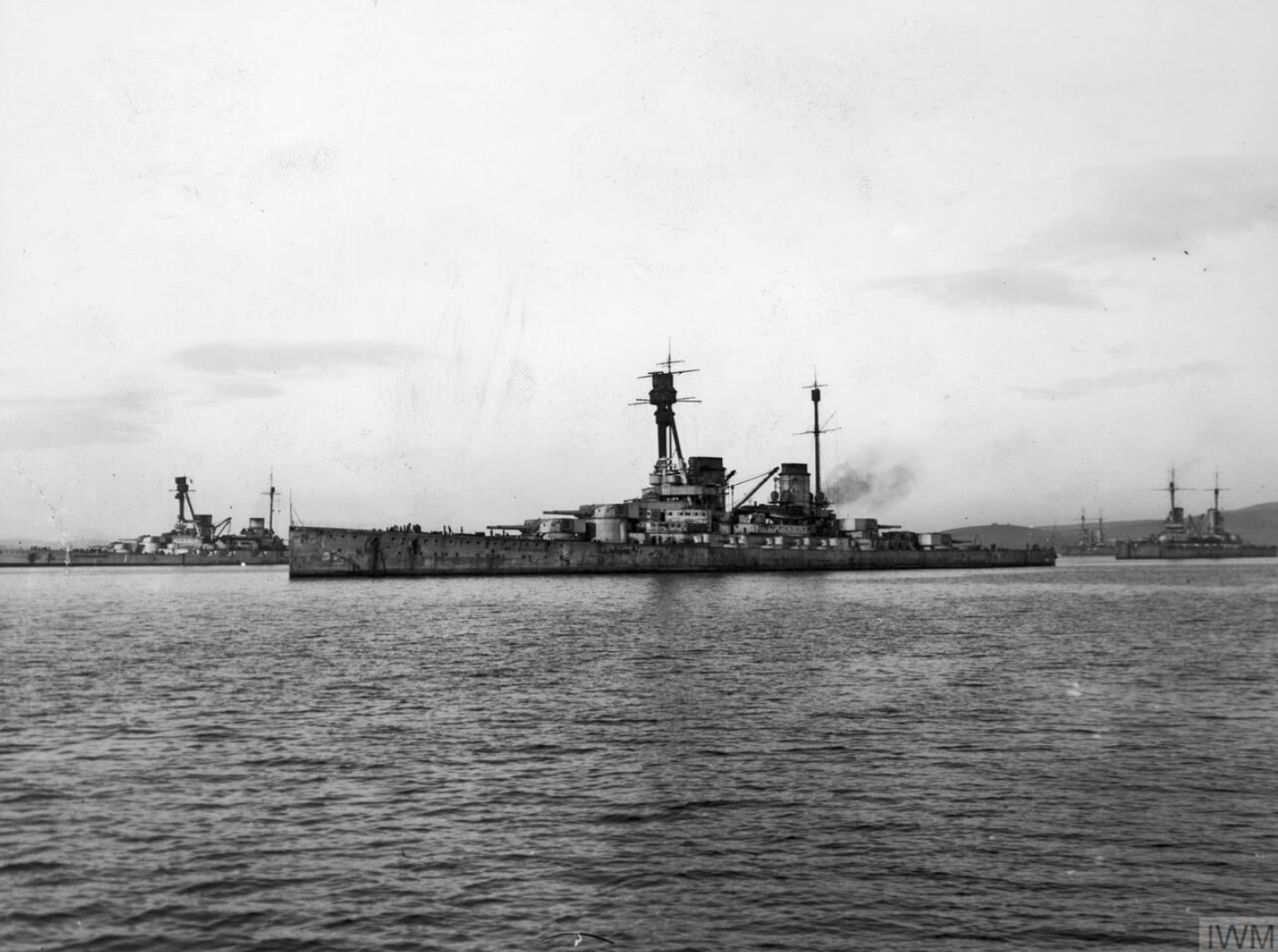
Az SMS Hindenburg német csatacirkáló, korának egyik legsikerültebb hadihajója.
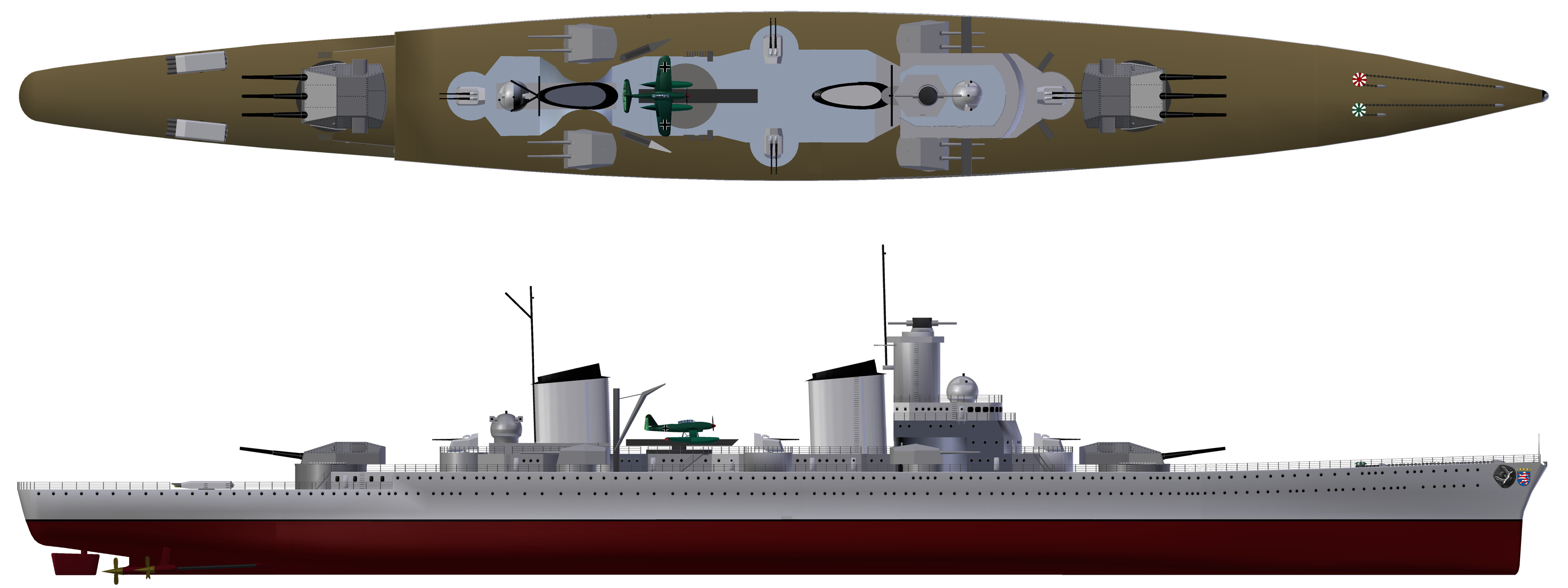
A "D", vagy Ersatz Hessen német csatacirkáló rajza.
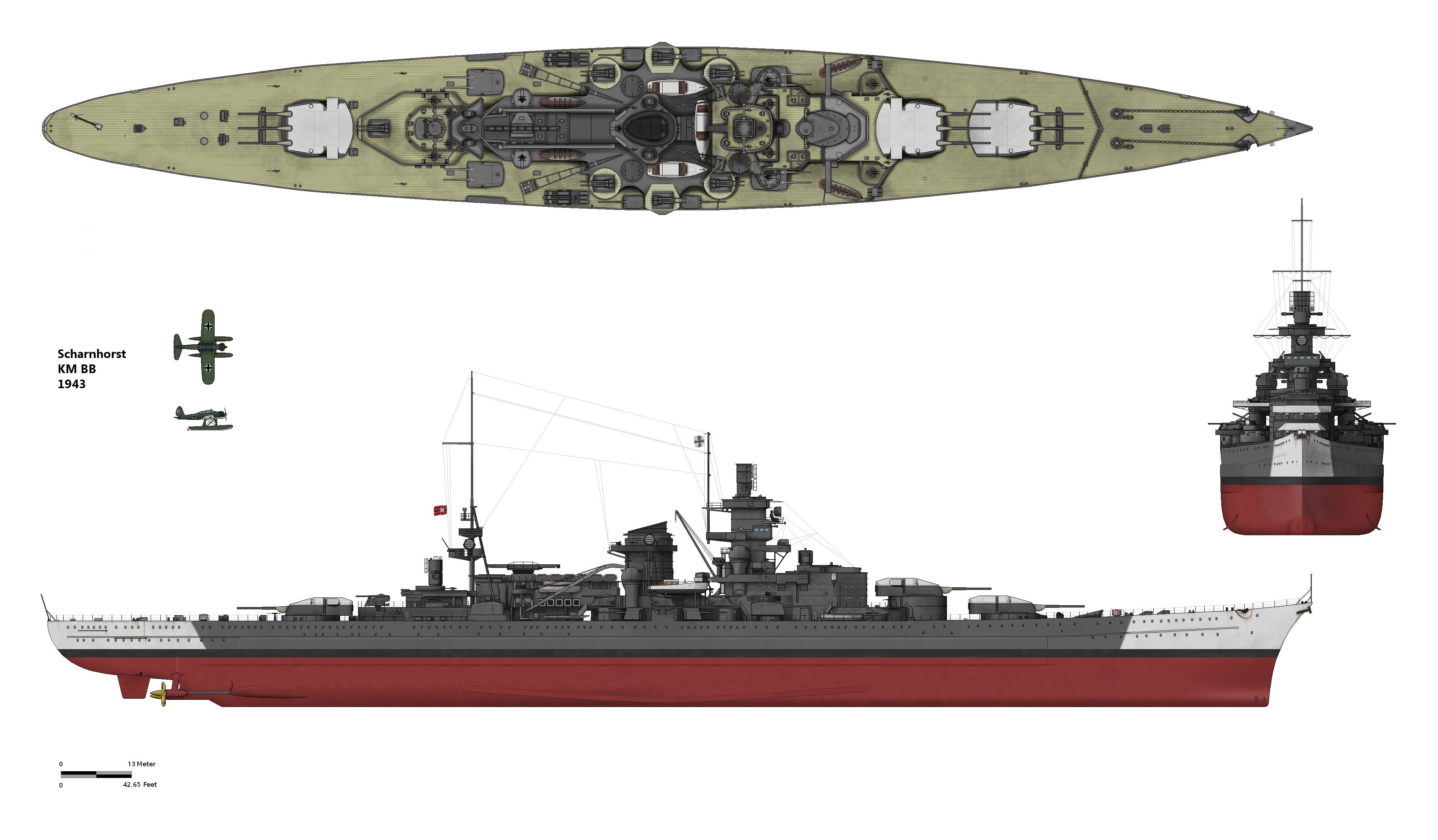
A Scharnhorst-osztályú Scharnhorst német csatacirkáló 1943-ban.
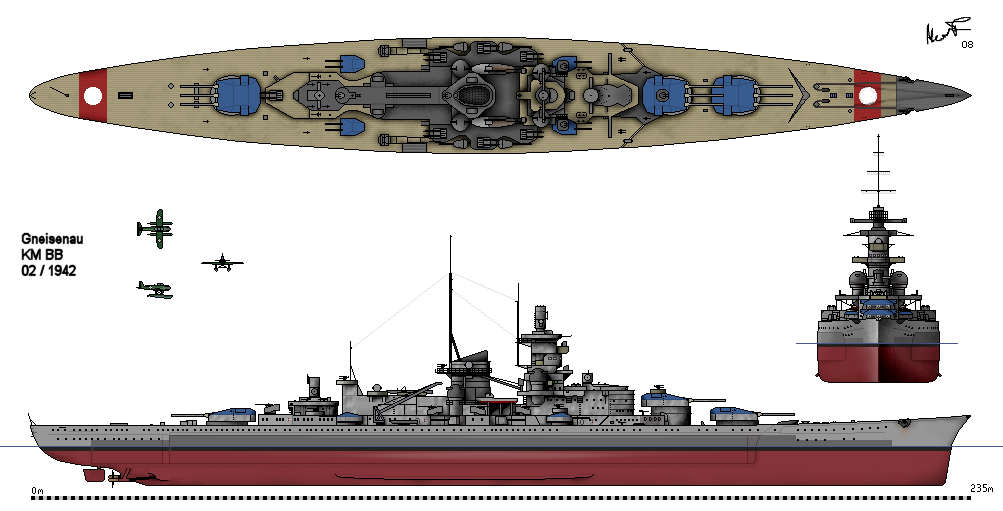
A Scharnhorst-osztályú Gneisenau német csatacirkáló 1943-ban.
Az "O"-osztályú német csatacirkáló rajza.

### Amerikai Egyesült Államok
- Lexington osztály (Lexington, Saratoga, Constellation, Ranger, Constitution, United States – négy egység építése törölve 1922-ben, két egység repülőgép-hordozóként lett befejezve)

- Alaska osztály (Guam, Alaska)[6]

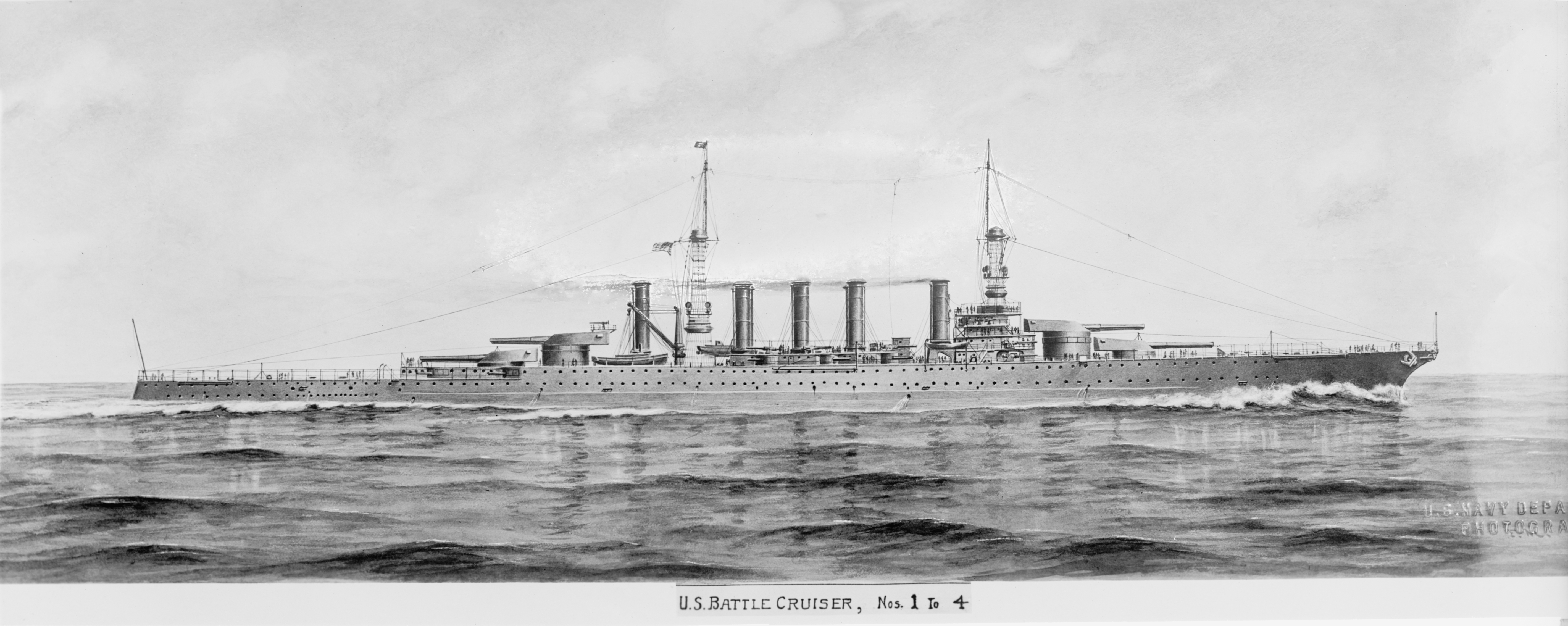
A Lexington-osztály eredeti kialakításában, 5 db kisméretű kéménnyel, a végleges tervek szerint 2 db nagyméretű kéményt kaptak volna.
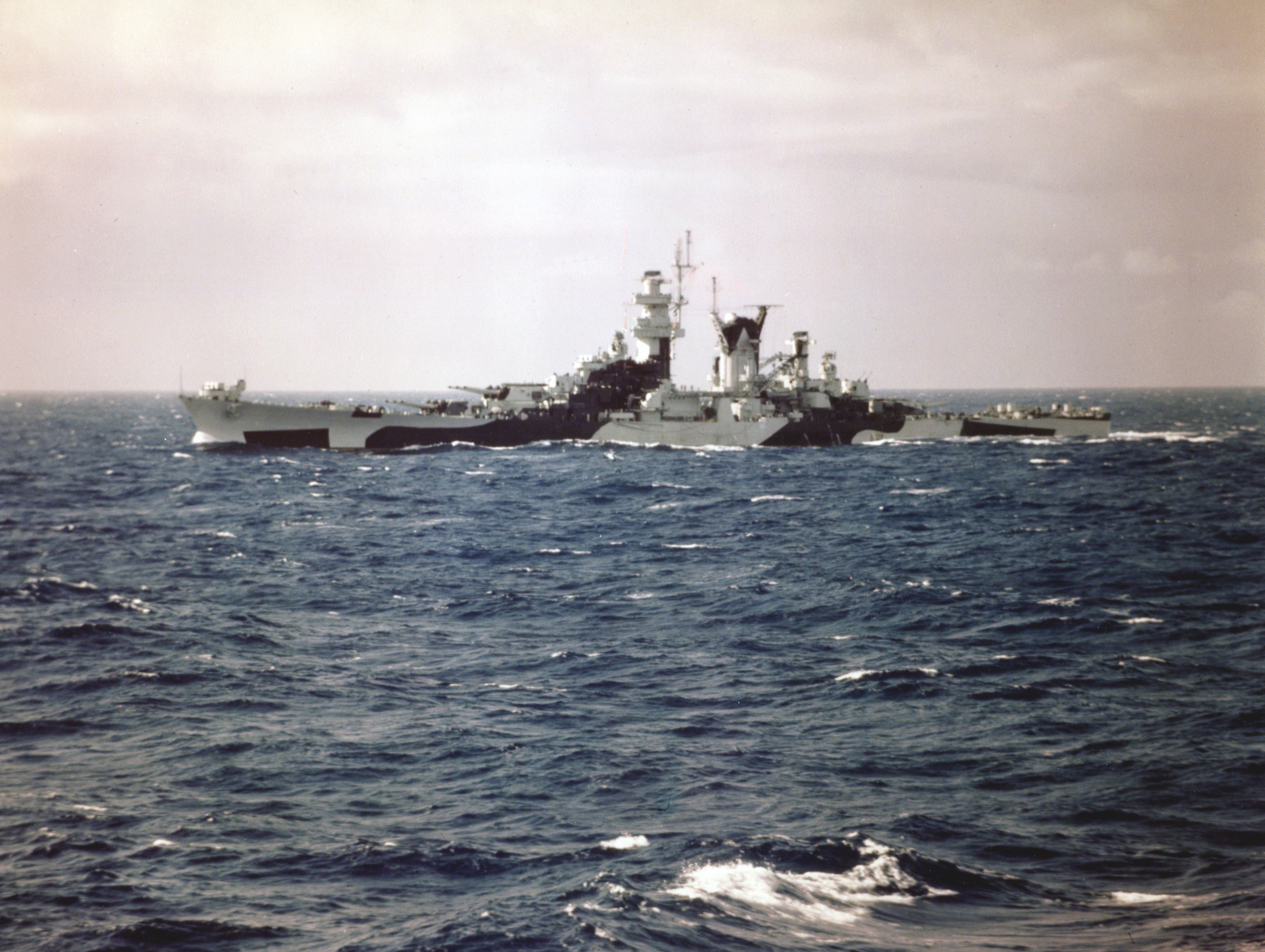
Az amerikai Alaska-osztályú USS Alaska (CB-1) csatacirkáló 1944-ben.
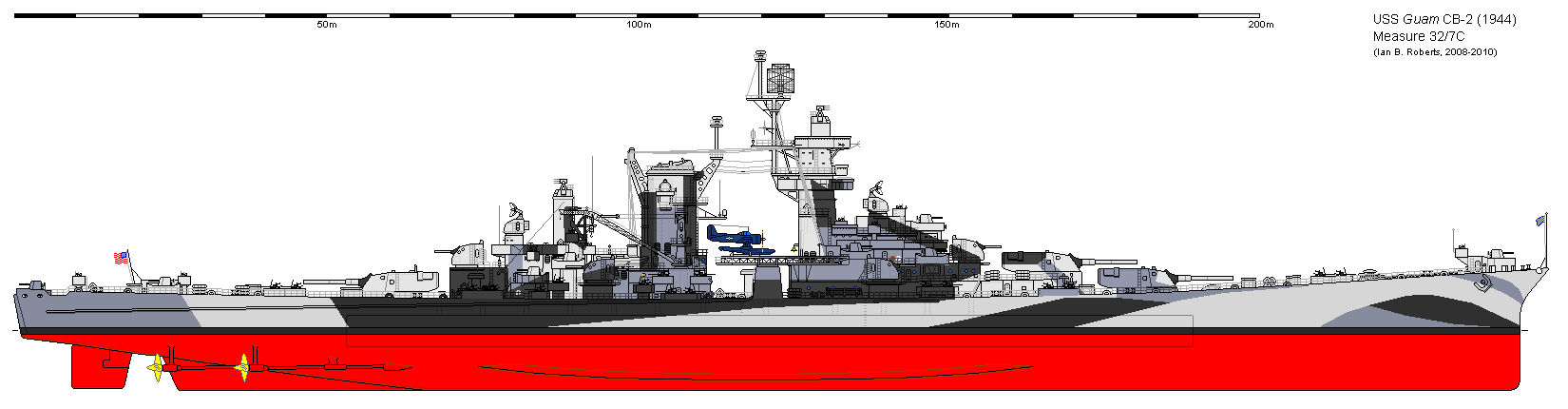
Az amerikai Alaska-osztályú USS Guam (CB-2) csatacirkáló 1944-ben, rajz.

### Japán
- Kongó osztályː (Kongó, Kirisima, Hiei, Haruna). Négytagú osztálya névadójaként a Kongo volt az utolsó Nagy-Britanniában épült japán hadihajó. A típus a brit HMS Tiger gyengébb páncélzatú exportváltozatának tekinthető. A négy csatacirkálót többször korszerűsítették, végül 1937-től átminősítették őket gyors csatahajóvá, annak ellenére, hogy páncélzatuk továbbra is igen gyengének számított, övvértjük csupán 203 – 76 mm közötti vastagságú volt.[11]
- Amagi osztály (Amagi, Akagi, Takao (ex Ashitaka), Atago)[12]
- B-65 osztály: két névtelen egység, építésük a második világháború kitörése miatt el sem kezdődött. A két egység 31 905 t sztenderd, 35 000 t maximális vízkiszorítású, hosszuk: 246.2 m, szélesség: 27.2 m, sebesség: 33 csomó. Páncélzat: övpáncél: 210 – 190 mm, barbetták: 190 mm, páncélfedélzet: 180 mm, parancsnoki harcálláspont: 125 mm. Fő fegyverzet: 9 x 3 db 310 mm L/50 ágyú, 8 x 2 db, 100 mm L/65 ágyú.

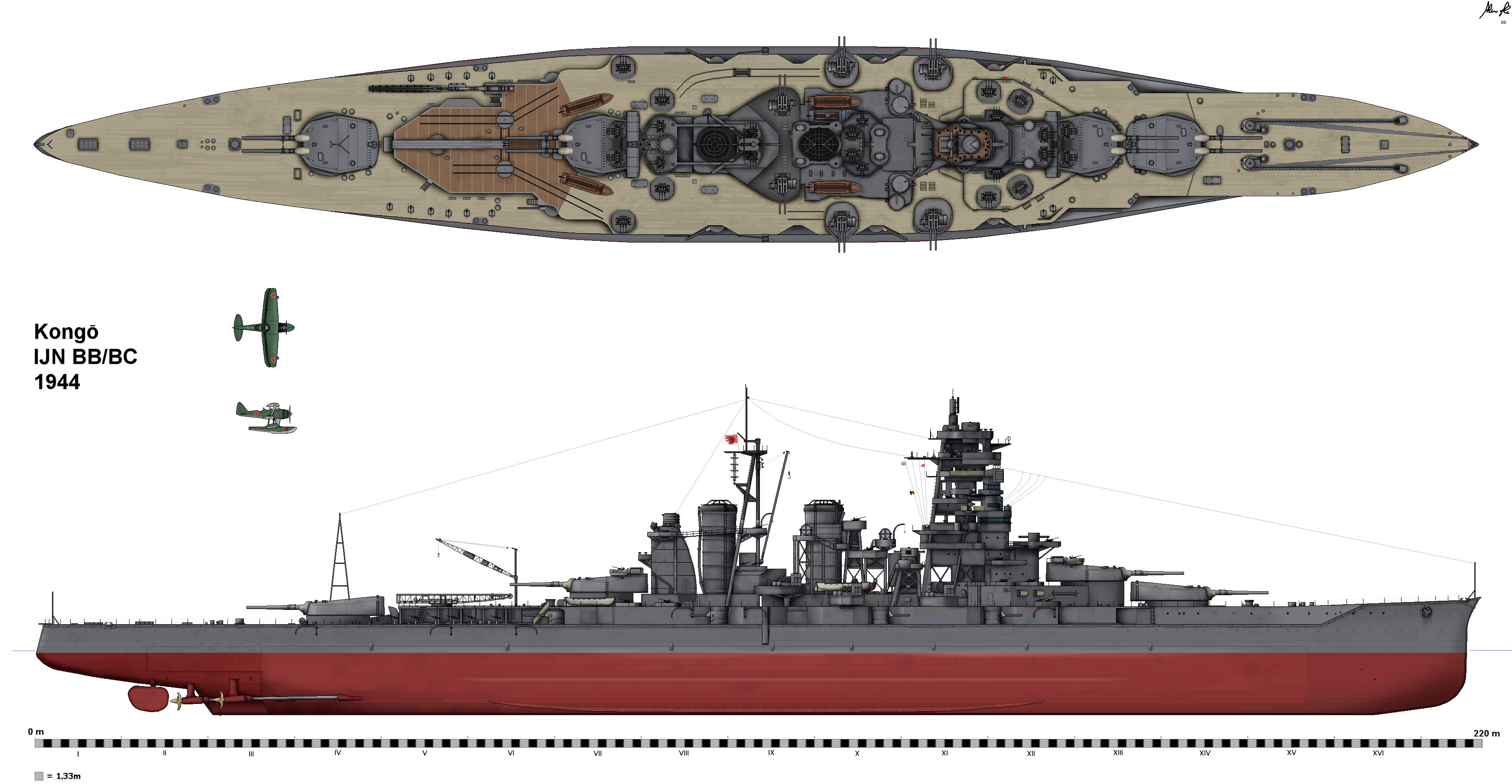
A japán Kongo-osztályú Kongo csatacirkáló 1944-ben.
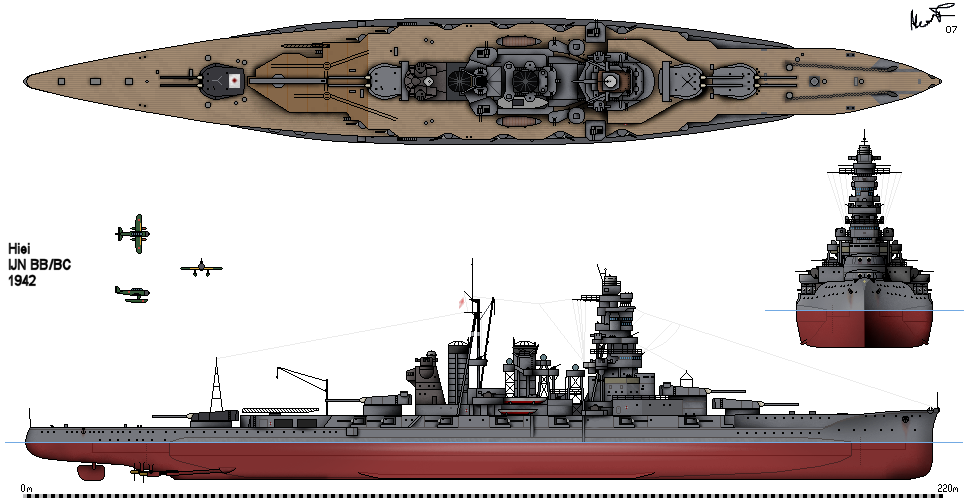
A japán Kongo-osztályú Hiei csatacirkáló 1942-ben.
Japán Amagi-osztályú csatacirkáló jellegrajza.
A tervezett japán B-65 osztályú csatacirkáló.

### Franciaország
- Dunkerque osztály (Dunkerque, Strasbourg)

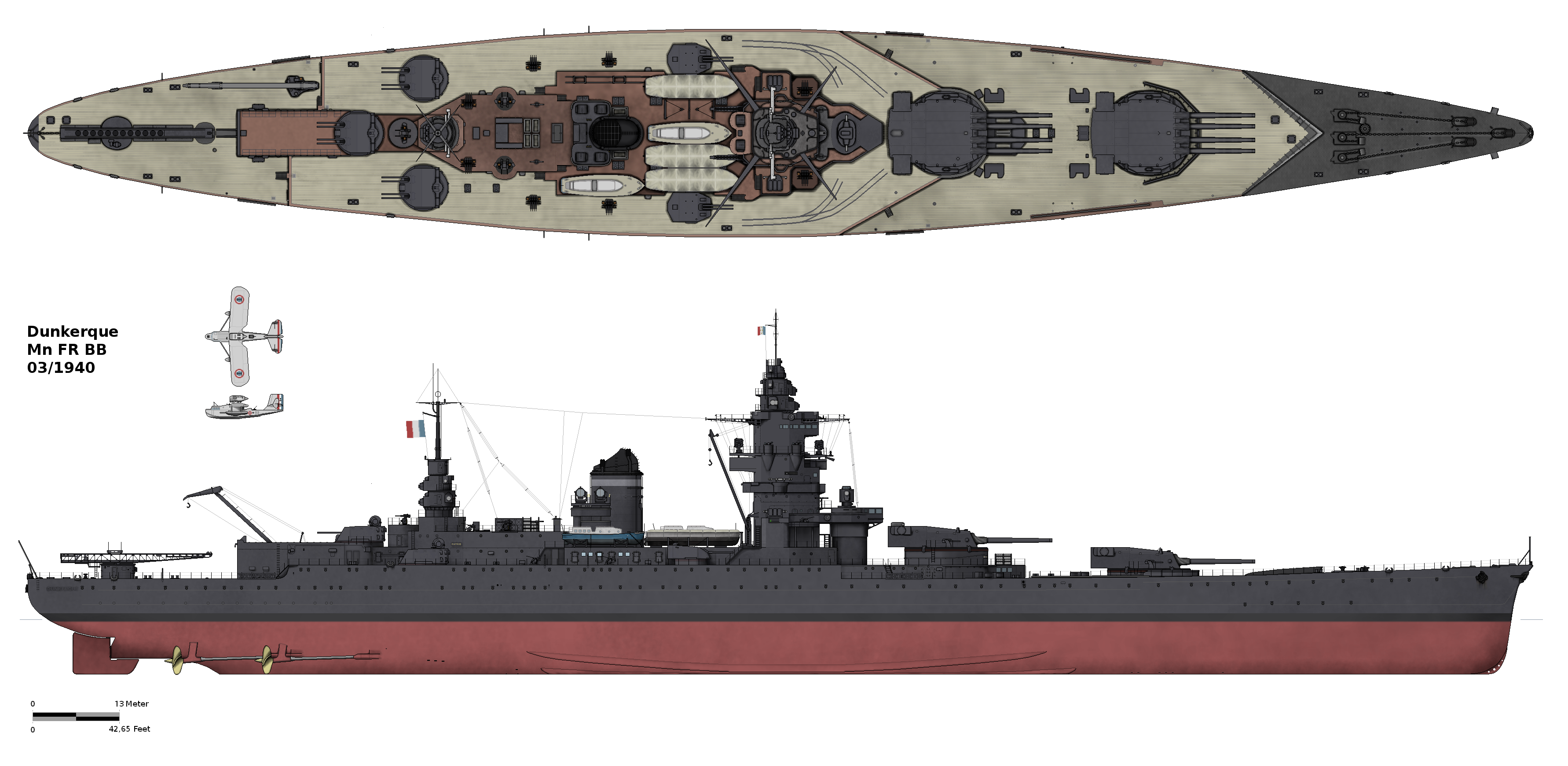
A francia Dunkerque csatacirkáló 1940-ben.
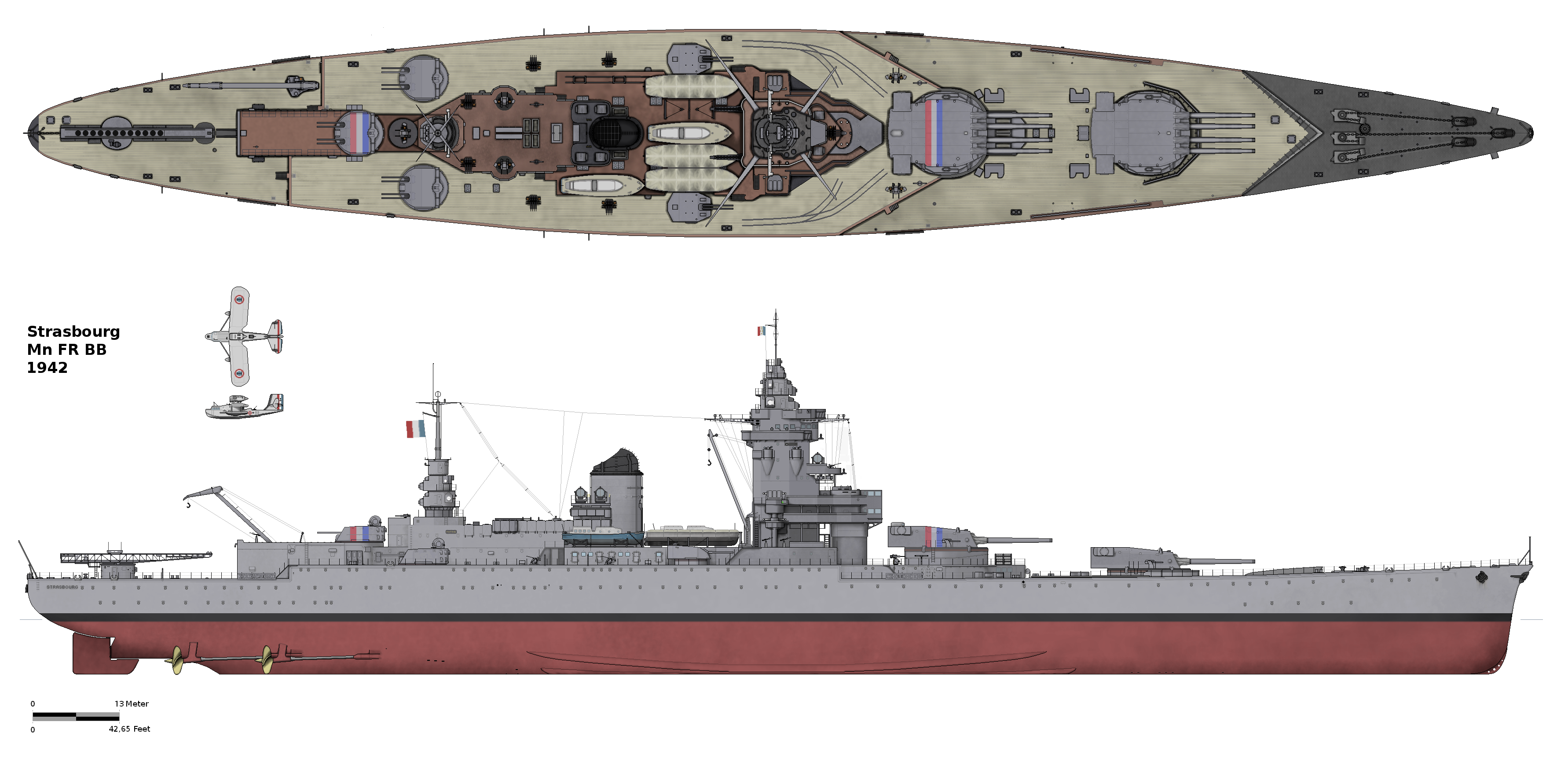
A francia Strasbourg csatacirkáló 1942-ben.
A jól sikerült francia Dunkerque csatacirkáló páncélzatának felépítése. A megadott adatok milliméterben értendőek.[13]

### Oroszország
- Borogyino osztály (Borodino, Izmail, Kinburn, Navarin)

### Szovjetunió
- Kronstadt osztály: Kronstadt, Szevasztopol
- Sztálingrád osztály: Sztálingrád, Moszkva és egy névtelen egység

### Hollandia
- Project 1047: 3 névtelen egység, építésük a második világháború kitörése miatt el sem kezdődhetett.[14]

### Egyéb
Csatacirkálókat tervezett még az Osztrák–Magyar Monarchia, Hollandia és Olaszország.